# 타미 그림스
태미 그라임스(Tammy Grimes, 1934년 1월 30일 ~ 2016년 10월 30일)는 미국의 가수, 배우이다. 1996년부터 1967년까지 ABC에서 본인 이름을 딴 《더 태미 그라임스 쇼》(The Tammy Grimes Show)를 진행하였다.

## 출연 작품
- 하이 아트 (1998년) - 베라 역
- 트러블 온 더 코너 (1997년)
- 어 모던 어페어 (1995년)
- 여탐정 케리 (1994년)
- 장미빛 모자 (1989년)
- 미스터 노스 (1988년)
- 아메리카 (1986년)
- 제3의 공포 (1985년)
- 라스트 유니콘 (1982년)
- 음악은 멈출 수 없어 (1980년)
- 플레이 잇 애즈 잇 레이스 (1972년)